# 蓬克鲁瓦
蓬克鲁瓦（法語：Pont-Croix，法語發音：[pɔ̃ kʁwa]），法国西北部市镇，位于布列塔尼大区菲尼斯泰尔省，隶属于坎佩尔区，其市镇面积为8.09平方公里，2022年1月1日时人口数量为1,635人，在法国城市中排名第6,738位。
蓬克鲁瓦位于菲尼斯泰尔省西南部，瓜延河右岸，是锡赞角的中心城市，因起源于此的蓬克鲁瓦学院派风格建筑而闻名。

## 地名来源
“Pont-Croix”一名出自布列塔尼语单词“Pont”和“Kroaz”，分别意为“桥梁”和“十字架”，其对应的布列塔尼语拼写为“Pontekroaz”或“Pont-e-Kroaz”。
因“十字架”一名带有宗教色彩，在法国大革命期间，蓬克鲁瓦的官方名称曾被共和派改为“Pont-Libre”。

## 历史

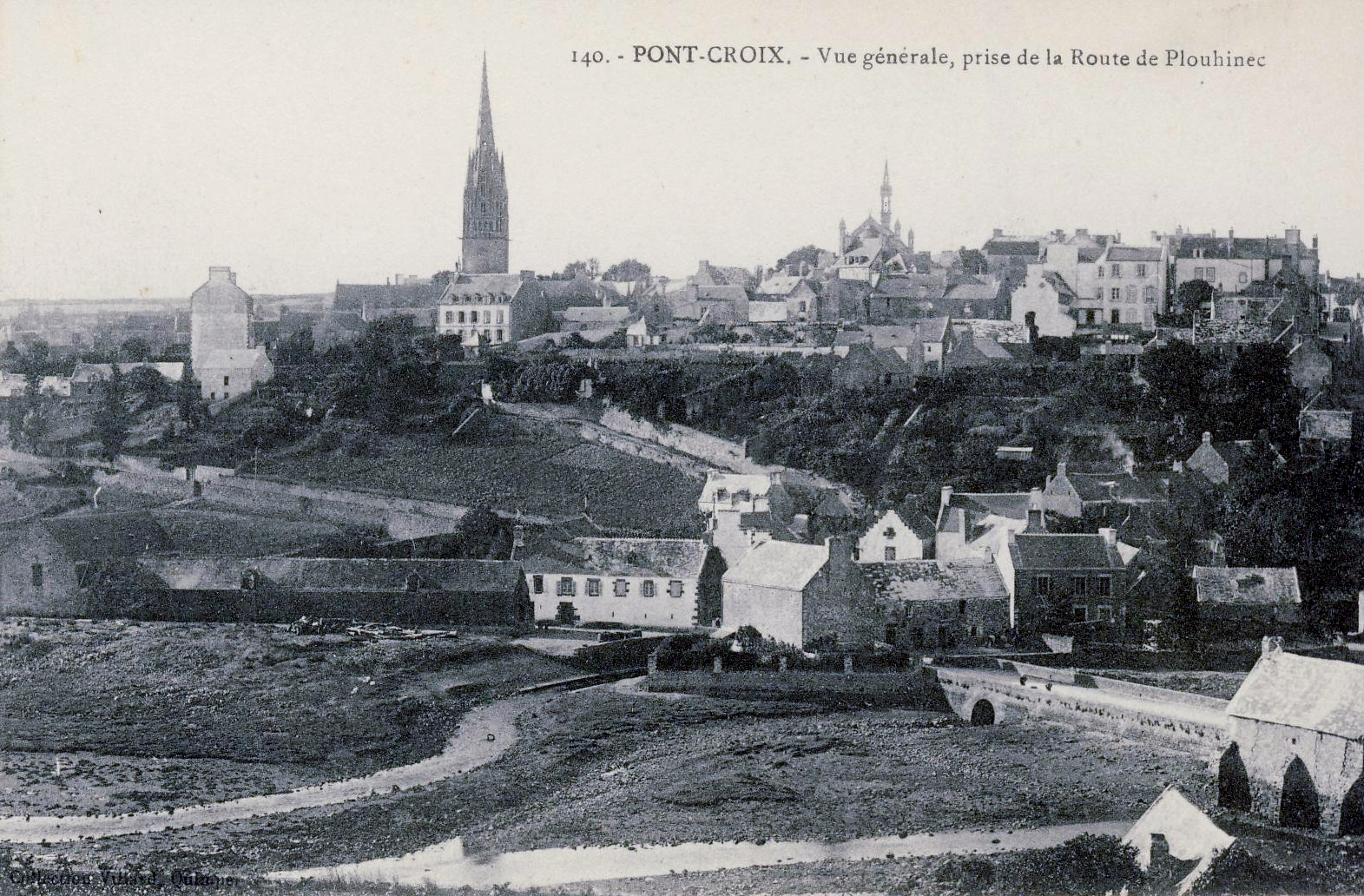
20世纪初的蓬克鲁瓦

蓬克鲁瓦境内的凯尔韦内内克街区（Kervénennec）出土的文物证明该区域在古典时期就已出现人类活动，而当地的城市建设史则始于中世纪中期。彼时，该区域为科努瓦耶主教的一处领地，蓬克鲁瓦领主于公元13世纪时在此修建了罗斯屈东圣母教堂，其罗马与哥特式相混合的装饰风格被该区域的多个建筑沿用，法国建筑师夏尔·绍斯皮耶将这一风格称为“蓬克鲁瓦学院派”。公元17世纪时，蓬克鲁瓦境内出现了一处乌尔苏拉会讲堂，当地由此成为一个区域性的宗教文化中心，其政治地位亦有所加强。法国大革命后，蓬克鲁瓦成为菲尼斯泰尔省的一个市镇。工业革命期间，蓬克鲁瓦一度因塑料加工业而兴盛，此外当地亦因其独特的地理位置而成为一座旅游城市。20世纪初，曾有两条菲尼斯泰尔省地方铁路在蓬克鲁瓦交汇，该铁路系统于1947年彻底关闭。20世纪中后期，蓬克鲁瓦人口数量有所下降。

## 地理

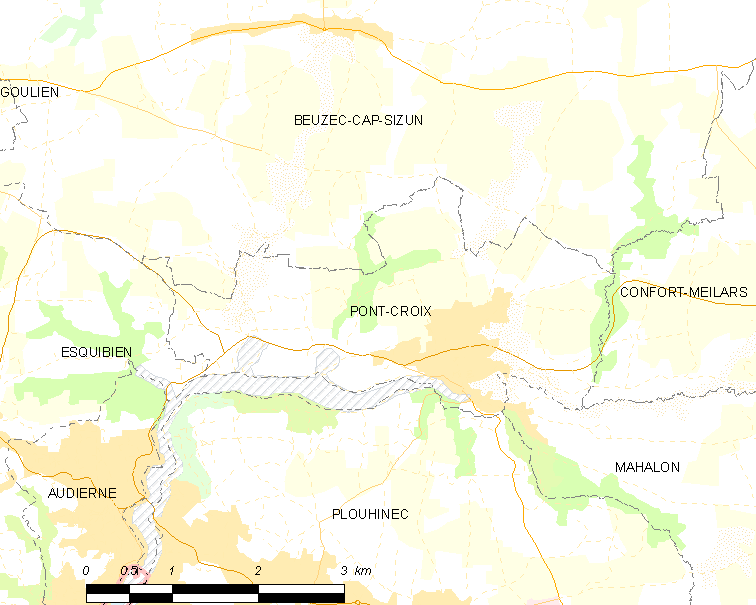
蓬克鲁瓦市镇范围地图

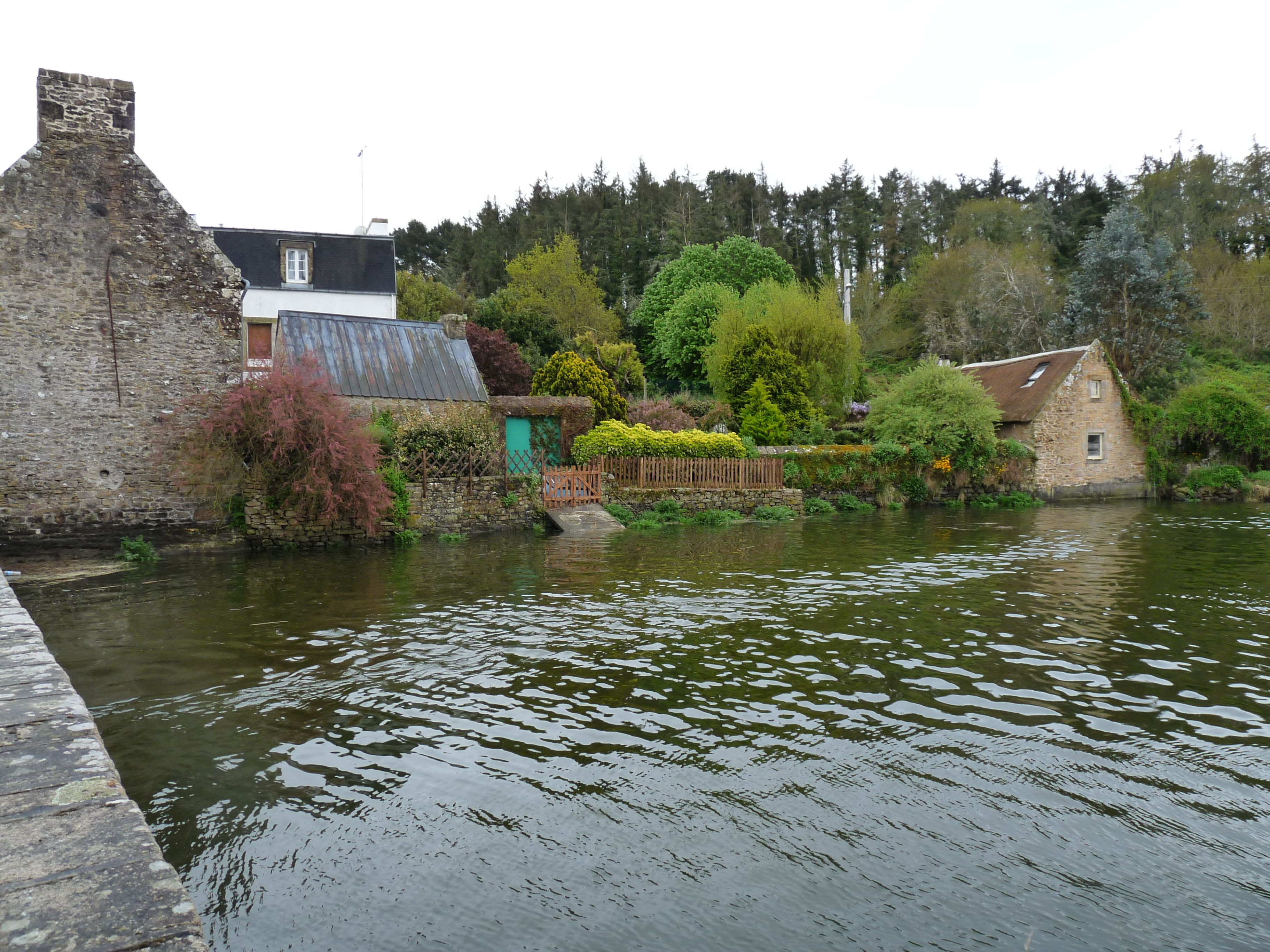
涨潮时的瓜延河

蓬克鲁瓦位于法国西北部，布列塔尼大区西南部和菲尼斯泰尔省西南部，距离省会坎佩尔大约34公里。与蓬克鲁瓦接壤的市镇包括：欧迪耶讷、伯泽克卡普锡赞、孔福尔梅拉尔、普卢伊内克和马阿隆。

### 地形
蓬克鲁瓦位于科努瓦耶西部，锡赞角腹地，境内以平原为主，市镇中心整体地势自南向北逐渐抬升，全境海拔在2到73米之间。

### 水文
瓜延河自东向西流经蓬克鲁瓦市区南部，该河下游为潮汐河，河床宽阔，泥沙淤积较多。

### 植被
蓬克鲁瓦属于温带阔叶混交林区，林地散落分布于市镇范围内的多个街区。
在鲜花城市的评比中，蓬克鲁瓦暂未被评级。

### 气候
蓬克鲁瓦在柯本气候分类法中属于温带海洋性气候。
距离蓬克鲁瓦最近的常年气象站为位于普吕居方境内的坎佩尔-普吕居方气象站，以下为该气象站的数据：
| 坎佩尔-普吕居方1981年－2019年 | 坎佩尔-普吕居方1981年－2019年 | 坎佩尔-普吕居方1981年－2019年 | 坎佩尔-普吕居方1981年－2019年 | 坎佩尔-普吕居方1981年－2019年 | 坎佩尔-普吕居方1981年－2019年 | 坎佩尔-普吕居方1981年－2019年 | 坎佩尔-普吕居方1981年－2019年 | 坎佩尔-普吕居方1981年－2019年 | 坎佩尔-普吕居方1981年－2019年 | 坎佩尔-普吕居方1981年－2019年 | 坎佩尔-普吕居方1981年－2019年 | 坎佩尔-普吕居方1981年－2019年 | 坎佩尔-普吕居方1981年－2019年 |
| 月份                          | 1月                           | 2月                           | 3月                           | 4月                           | 5月                           | 6月                           | 7月                           | 8月                           | 9月                           | 10月                          | 11月                          | 12月                          | 全年                          |
| ----------------------------- | ----------------------------- | ----------------------------- | ----------------------------- | ----------------------------- | ----------------------------- | ----------------------------- | ----------------------------- | ----------------------------- | ----------------------------- | ----------------------------- | ----------------------------- | ----------------------------- | ----------------------------- |
| 历史最高温 °C（°F）           | 16.9 (62.4)                   | 18.6 (65.5)                   | 23.3 (73.9)                   | 27.1 (80.8)                   | 30.3 (86.5)                   | 35.9 (96.6)                   | 34.9 (94.8)                   | 35.8 (96.4)                   | 30.7 (87.3)                   | 26.8 (80.2)                   | 19.7 (67.5)                   | 17.7 (63.9)                   | 35.9 (96.6)                   |
| 平均高温 °C（°F）             | 9.4 (48.9)                    | 9.7 (49.5)                    | 11.9 (53.4)                   | 13.9 (57.0)                   | 17 (63)                       | 19.8 (67.6)                   | 21.7 (71.1)                   | 21.9 (71.4)                   | 19.8 (67.6)                   | 16 (61)                       | 12.4 (54.3)                   | 10 (50)                       | 15.3 (59.5)                   |
| 日均气温 °C（°F）             | 6.8 (44.2)                    | 6.7 (44.1)                    | 8.5 (47.3)                    | 10.1 (50.2)                   | 13.1 (55.6)                   | 15.8 (60.4)                   | 17.7 (63.9)                   | 17.8 (64.0)                   | 15.8 (60.4)                   | 12.8 (55.0)                   | 9.5 (49.1)                    | 7.4 (45.3)                    | 11.8 (53.2)                   |
| 平均低温 °C（°F）             | 4.2 (39.6)                    | 3.8 (38.8)                    | 5.2 (41.4)                    | 6.3 (43.3)                    | 9.2 (48.6)                    | 11.7 (53.1)                   | 13.6 (56.5)                   | 13.6 (56.5)                   | 11.8 (53.2)                   | 9.7 (49.5)                    | 6.6 (43.9)                    | 4.7 (40.5)                    | 8.4 (47.1)                    |
| 历史最低温 °C（°F）           | −10.1 (13.8)                  | −8.4 (16.9)                   | −7 (19)                       | −2.2 (28.0)                   | 0.3 (32.5)                    | 3.9 (39.0)                    | 6.6 (43.9)                    | 6.9 (44.4)                    | 0.1 (32.2)                    | −1.2 (29.8)                   | −4.6 (23.7)                   | −7.2 (19.0)                   | −10.1 (13.8)                  |
| 平均降水量 mm（）             | 151.1 (5.95)                  | 120.4 (4.74)                  | 98.9 (3.89)                   | 90.2 (3.55)                   | 90.2 (3.55)                   | 59.3 (2.33)                   | 67.2 (2.65)                   | 64.6 (2.54)                   | 86.9 (3.42)                   | 130.1 (5.12)                  | 139.7 (5.50)                  | 151.6 (5.97)                  | 1,250.2 (49.22)               |
| 月均日照時數                  | 65.9                          | 85.7                          | 126.5                         | 170.7                         | 194.2                         | 215.9                         | 194.3                         | 194                           | 177.3                         | 111.5                         | 77.9                          | 70.1                          | 1,684                         |
| 来源：infoclimat.fr           |                               |                               |                               |                               |                               |                               |                               |                               |                               |                               |                               |                               |                               |

## 行政区划
蓬克鲁瓦的市镇编号为29218，邮政编号为29790。
在行政管理方面，蓬克鲁瓦隶属于法国布列塔尼大区菲尼斯泰尔省坎佩尔区；在地方选举方面，蓬克鲁瓦隶属于杜瓦讷内县，其市镇范围全境被划入菲尼斯泰尔省第七选区；在社会管理方面，蓬克鲁瓦是锡赞角-拉角市镇公共社区的办公驻地。
截至2023年2月，蓬克鲁瓦市镇范围内暂无城市敏感街区及城市政策优先街区。
法国国家统计与经济研究所（简称）在进行数据统计时，未将蓬克鲁瓦划入任何城市核心区（Unité urbaine）、城市区（Aire urbaine）及城市辐射区（Aire d'attraction）。此外，还将蓬克鲁瓦市镇整体看作一个“块区”（IRIS），以便于统计人口分布情况。

## 交通

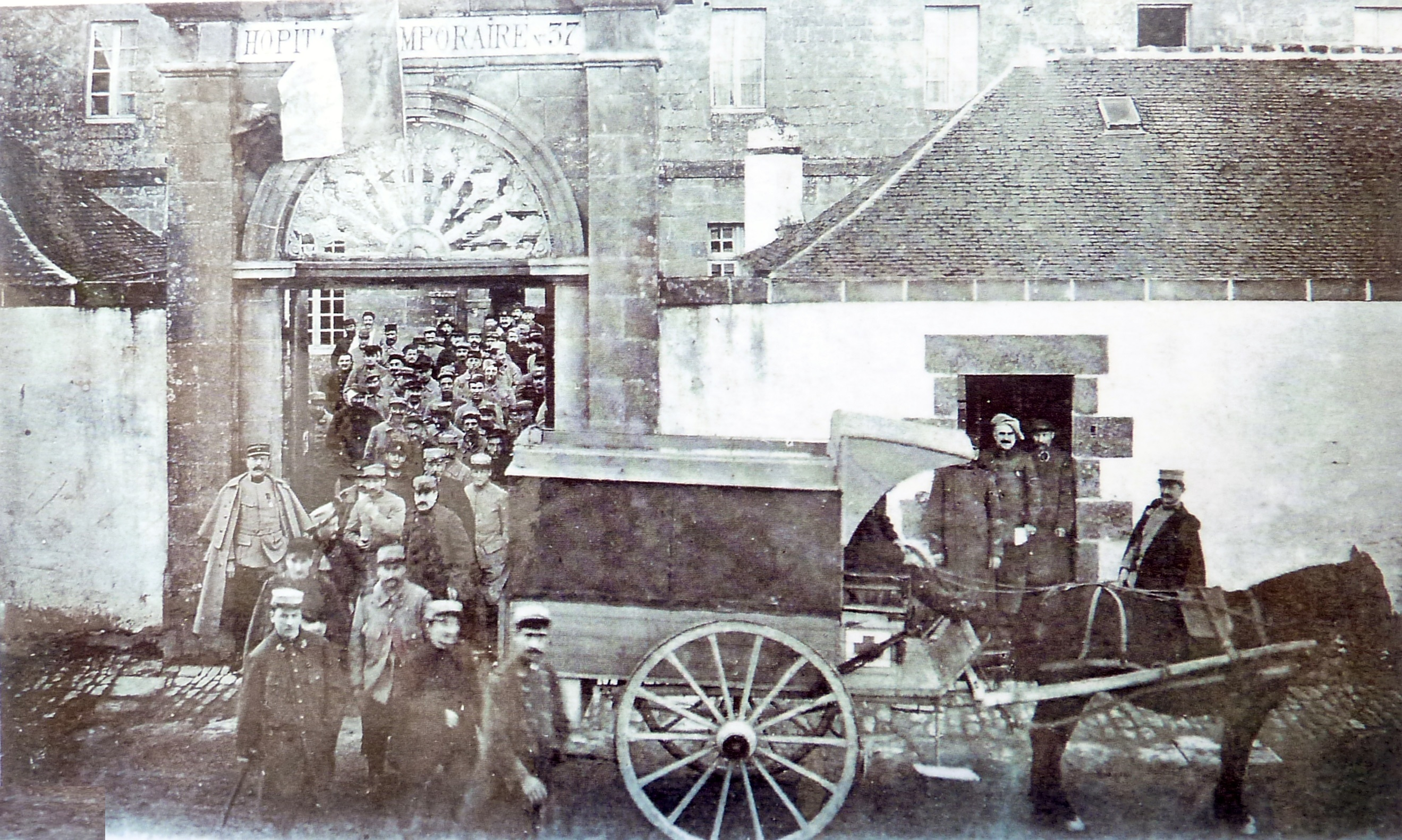
20世纪初行驶于蓬克鲁瓦街头的马车

### 公路
菲尼斯泰尔省省道D2线、D43线和D765线在蓬克鲁瓦境内交汇。布列塔尼大区下属的城际客运提供巴士线路，可前往坎佩尔、杜瓦讷内等地。
| 坎佩尔 | 34 |

| 沙托兰 | 40 |

| 杜瓦讷内 | 16 |

| 蓬拉贝 | 31 |

2019年，59.6%的蓬克鲁瓦家庭拥有至少一辆私人汽车。2019年，蓬克鲁瓦境内共发生各类交通事故2起，造成2人受伤，其中1人重伤。

### 铁路
距离蓬克鲁瓦最近的运营中的客运铁路车站为34公里外的坎佩尔站，该站停靠直达巴黎的高速列车以及前往雷恩、南特和布雷斯特方向的区域列车。

### 航空
距离蓬克鲁瓦最近的民用航空站为坎佩尔机场，距离蓬克鲁瓦市中心的公路里程约30公里。

### 城市公共交通
截至2023年2月，蓬克鲁瓦暂无城市公共交通系统。

## 政治

### 市政内阁
蓬克鲁瓦的现任市长为伯努瓦·洛里乌先生（Benoît LAURIOU），他是一名左翼无党派人士，在2020年的市政选举中获得了50.95%的支持率。
| 蓬克鲁瓦历届市长           | 蓬克鲁瓦历届市长                | 蓬克鲁瓦历届市长  |
| 任期                       | 市长                            | 党派              |
| -------------------------- | ------------------------------- | ----------------- |
| 1944年－1945年             | Guillaume AUDREN 纪尧姆·奥德朗  | 不详              |
| （1945至1947年间资料暂缺） |                                 |                   |
| 1947年－1958年             | Jean DIVANACH 让·迪瓦纳克       | 不详              |
| 1959年－1961年             | Jean LE BRUSQ 让·勒布吕斯克     | 不详              |
| （1961至1965年间资料暂缺） |                                 |                   |
| 1965年－1983年             | Henri BONTHONNEAU 亨利·邦托诺   | 不详              |
| 1983年－1989年             | Ginette GODEC 吉内特·戈代克     | 不详              |
| 1989年－1995年             | Marcel NEVIÈRE 马塞尔·内维埃    | 不详              |
| 1995年－2001年             | Louis BOLLORÉ 路易·博洛雷       | 不详              |
| 2001年－2008年             | Gilbert ANSQUER 吉尔贝·昂斯凯尔 | 不详              |
| 2008年－2014年             | Henri MOAN 亨利·莫昂            | 不详              |
| 2014年－                   | Benoît LAURIOU 伯努瓦·洛里乌    | DVG左翼无党派人士 |

### 各级选举
| 蓬克鲁瓦历届投票选举结果 | 蓬克鲁瓦历届投票选举结果 | 蓬克鲁瓦历届投票选举结果 | 蓬克鲁瓦历届投票选举结果 | 蓬克鲁瓦历届投票选举结果    | 蓬克鲁瓦历届投票选举结果 | 蓬克鲁瓦历届投票选举结果 | 蓬克鲁瓦历届投票选举结果      | 蓬克鲁瓦历届投票选举结果 | 蓬克鲁瓦历届投票选举结果 |
| 选举项目                 | 选举范围                 | 选区单位                 | 选区单位内的选举结果     | 选区单位内的选举结果        | 选区单位内的选举结果     | 选区单位内的选举结果     | 选区单位内的选举结果          | 选区单位内的选举结果     | 参考资料                 |
| 选举项目                 | 选举范围                 | 选区单位                 | 第一轮胜出者             | 第一轮胜出者                | 支持率                   | 第二轮胜出者             | 第二轮胜出者                  | 支持率                   | 参考资料                 |
| ------------------------ | ------------------------ | ------------------------ | ------------------------ | --------------------------- | ------------------------ | ------------------------ | ----------------------------- | ------------------------ | ------------------------ |
| 2017年法國總統選舉       | 法國                     | 市镇                     |                          | 埃马纽埃尔·马克龙           | 29.48%                   |                          | 埃马纽埃尔·马克龙             | 74.11%                   | [ 21 ]                   |
| 2017年法国立法选举       | 菲尼斯泰尔省第七选区     | 市镇                     |                          | 利利亚娜·唐吉               | 31.3%                    |                          | 利利亚娜·唐吉                 | 60.46%                   | [ 21 ]                   |
| 2019年欧洲议会选举       | 法國                     | 市镇                     |                          | 纳塔莉·卢瓦索               | 22.71%                   | （不适用）               | （不适用）                    | （不适用）               | [ 23 ]                   |
| 2021年法国省级选举       | 菲尼斯泰尔省             | 县                       |                          | 弗洛朗丝·克罗姆 达米安·罗法 | 43.64%                   |                          | 迪迪埃·居永 若瑟丽娜·普瓦特万 | 50.72%                   | [ 24 ]                   |
| 2021年法国省级选举       | 菲尼斯泰尔省             | 市镇                     |                          | 弗洛朗丝·克罗姆 达米安·罗法 | 51.73%                   |                          | 弗洛朗丝·克罗姆 达米安·罗法   | 59.96%                   | [ 24 ]                   |
| 2021年法国大区选举       | 布列塔尼大區             | 市镇                     |                          | 洛伊格·谢奈-吉拉尔          | 19.31%                   |                          | 洛伊格·谢奈-吉拉尔            | 30.65%                   | [ 25 ]                   |
| 2022年法国总统选举       | 法國                     | 市镇                     |                          | 埃马纽埃尔·马克龙           | 28.2%                    |                          | 埃马纽埃尔·马克龙             | 64.9%                    | [ 21 ]                   |
| 2022年法国立法选举       | 菲尼斯泰尔省第七选区     | 市镇                     |                          | 利利亚娜·唐吉               | 27.95%                   |                          | 利利亚娜·唐吉                 | 51.76%                   | [ 21 ]                   |

## 人口
2019年，蓬克鲁瓦市镇人口数量为1,567，在法国排名第6,738位。其中男性697人，女性870人，75岁及以上人口占18.4%，外籍人口数量为20人，人口密度为194人/平方公里，当地居民被称为（男性）或（女性）。2020年，蓬克鲁瓦境内出生17人，死亡人口50人。
| 蓬克鲁瓦1901年－2020年人口变化情况 |
|                                    |
| 数据来源：Cassini、INSEE           |

## 经济
蓬克鲁瓦是一个区域性的中心城市。截止2023年2月，蓬克鲁瓦市镇范围内共有各类用人单位（包含自雇）311家，平均历史为19年，其中99.41%为中小型企业（PME），2022年12月至2023年2月间，当地的经济活力指数为0。（食品）和（房屋中介）是当地2021年营业额最高的三个企业，分别为773,553欧元和388,557欧元。

## 财政与居民收入
2021年，蓬克鲁瓦的财政收入总额为1,565,970欧元，财政支出总额为1,215,420欧元，当年的债务总额为1,458,840欧元。2021年，蓬克鲁瓦市镇通过增值税获得103,060欧元的收入，此外当地还共获得了289,360欧元的国家直接财政补助。
2020年，蓬克鲁瓦的人均月收入总额为1,650欧元，低于法国平均水平（2,303欧元）。
2019年，蓬克鲁瓦境内的青壮年（15至64岁）失业率为10.6%；当地39.6%的家庭拥有纳税资格，平均纳税1,720欧元，低于法国平均水平（3,910欧元）。

## 社会事务

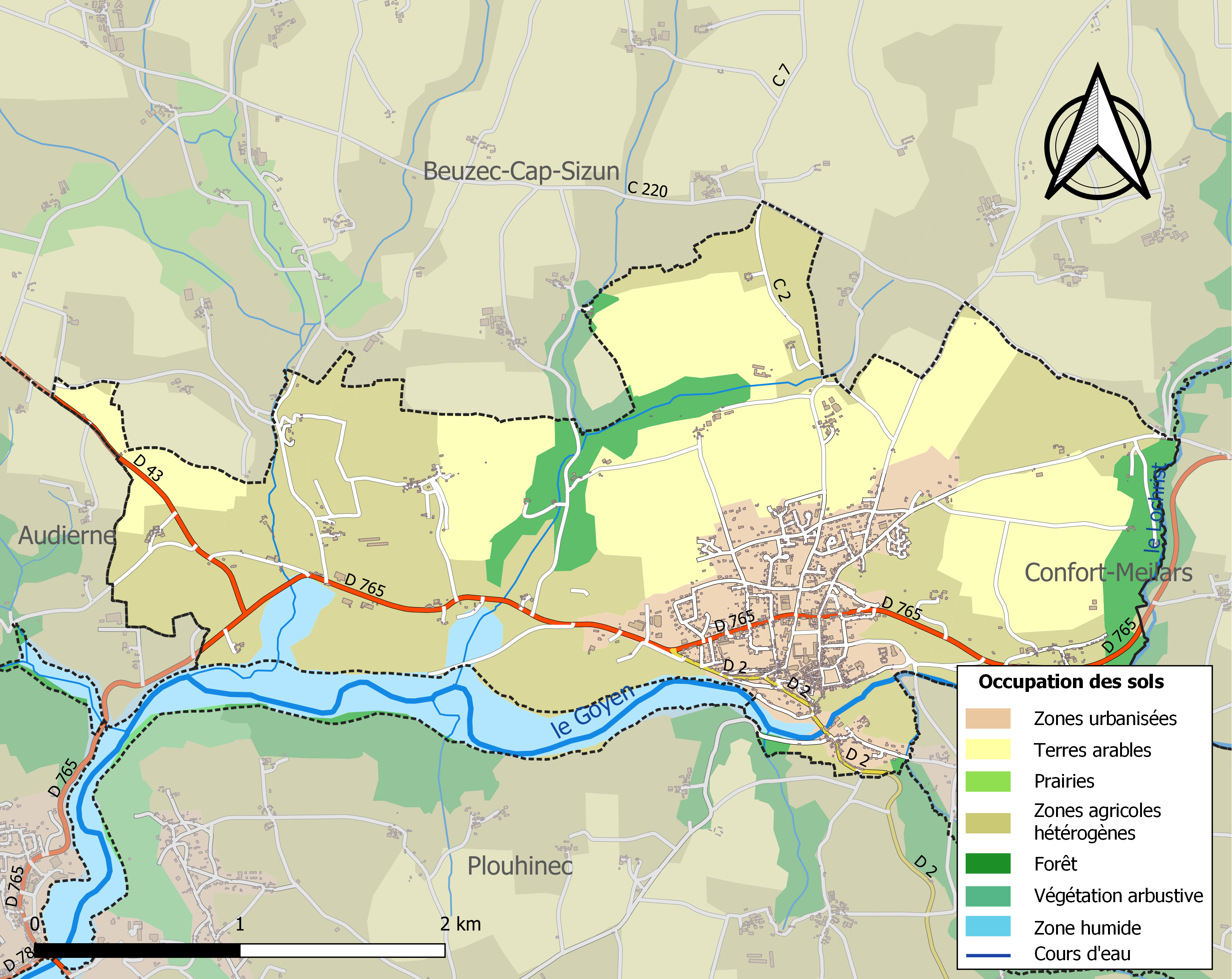
蓬克鲁瓦土地利用情况地图

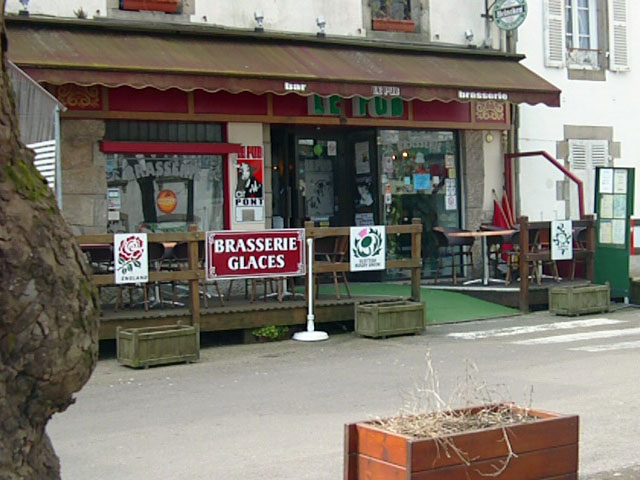
蓬克鲁瓦街头的咖啡厅

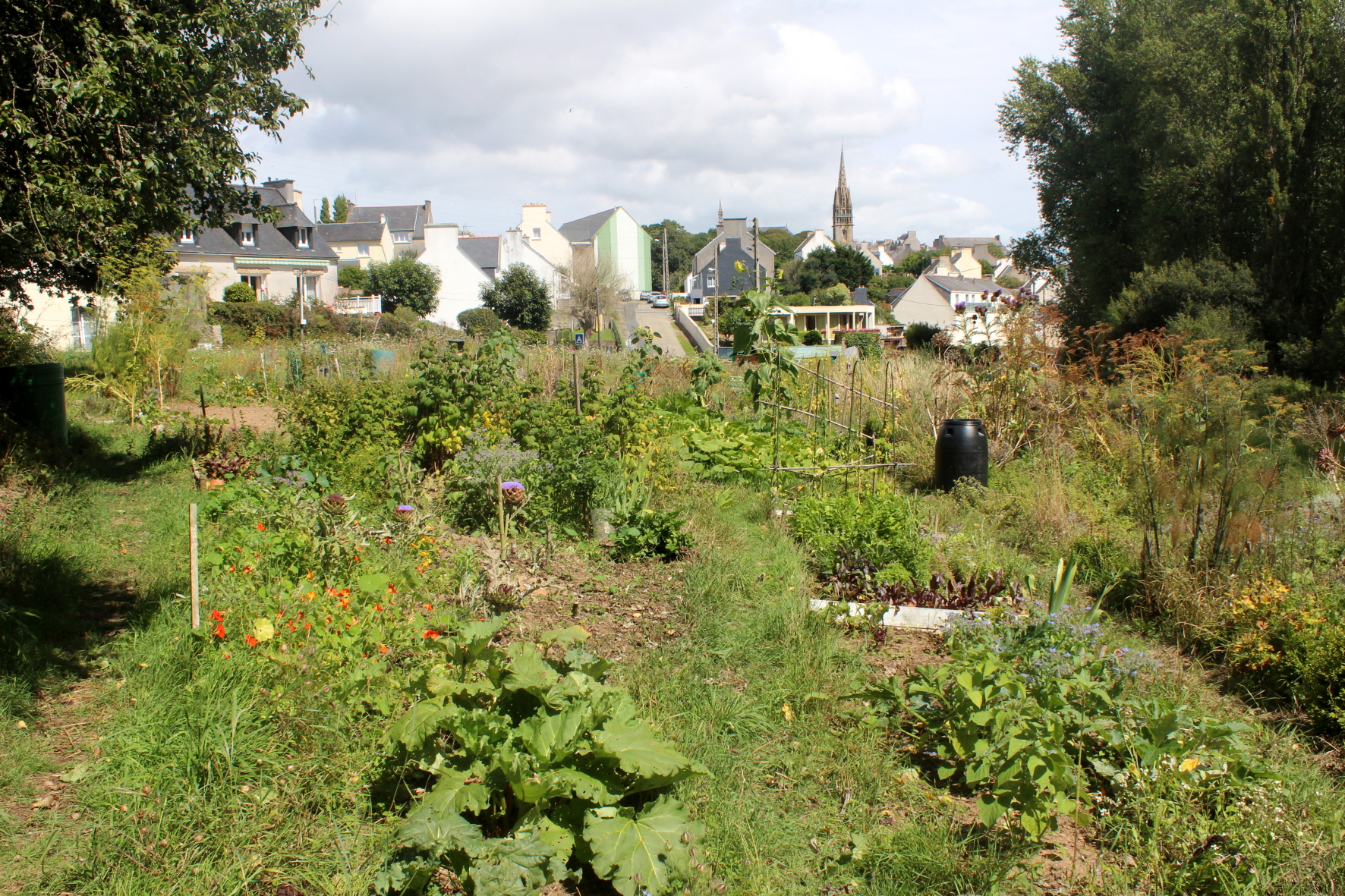
蓬克鲁瓦的一处城市农场

### 教育
蓬克鲁瓦属于雷恩学区。截止2021年1月1日，蓬克鲁瓦境内共有3所小学和1所初级中学。2018至2019学年度，蓬克鲁瓦境内共有在校中等教育阶段学生165名。

### 医疗
截止2021年1月1日，蓬克鲁瓦境内共有全科医生9名、保健师5名、护士14名和助产士1名。境内共有药房1家、残疾人帮扶中心2家。
距离蓬克鲁瓦最近的区域性医疗机构为米歇尔·马泽阿斯中心医院（Centre Hospitalier Michel Mazéas），其主病区位于杜瓦讷内市区，距离蓬克鲁瓦市区的正常车程大约18分钟，该院设有床位154个，是当地规模最大的公立综合性医院。

### 住房
2019年，蓬克鲁瓦境内共有各类住房1,071套，其中89.1%为独立式居民区，8.7%为集中式居民区。常住房屋占蓬克鲁瓦市镇范围内居民建筑总量的68.8%。
在住房保障政策方面，2021年，蓬克鲁瓦境内共有141户家庭获得了住房经济补助，受益人数占总人口数量的9.0%，其中128份为房租补助。

### 商业
2021年，蓬克鲁瓦境内共有各类实体商铺53家，其中餐厅9家、大型超市1家、杂货店1家、面包房1家、美容美发店5家、汽车维修店4家。蓬克鲁瓦市区建有一家Super U购物超市。

### 体育
2021年，蓬克鲁瓦境内共有2处网球场和1处足球或橄榄球场。
截至2023年2月，蓬克鲁瓦体育会（Stade Pontécrucien，编号524411）是蓬克鲁瓦境内唯一的一家注册足球俱乐部，其主队2022至2023赛季参加菲尼斯泰尔省足球联赛丙组（法国第十一级别），其主场为市政球场（Stade Municipal）。

### 环境
蓬克鲁瓦的环境事务由其所属的锡赞角-拉角市镇公共社区联合各级政府协调负责。2021年，蓬克鲁瓦境内暂无污染企业。

### 治安
蓬克鲁瓦及其附近的共49个市镇是坎佩尔国家宪兵队（zone gendarmerie de Quimper）的管辖范围。2020年，该宪兵队累计记录各类案件3,826起，其中盗窃类案件1,920起，经济类案件636起，毒品交易类案件277起。

## 文化
2021年，蓬克鲁瓦境内暂无任何文化设施。蓬克鲁瓦市区建有让娜·纳贝尔多媒体中心（Médiathèque Jeanne Nabert），每周二至六向公众开放。

### 建筑
蓬克鲁瓦境内有多处历史建筑，其中罗斯屈东圣母教堂为当地的地标性建筑物，亦是法国国家文物保护单位。

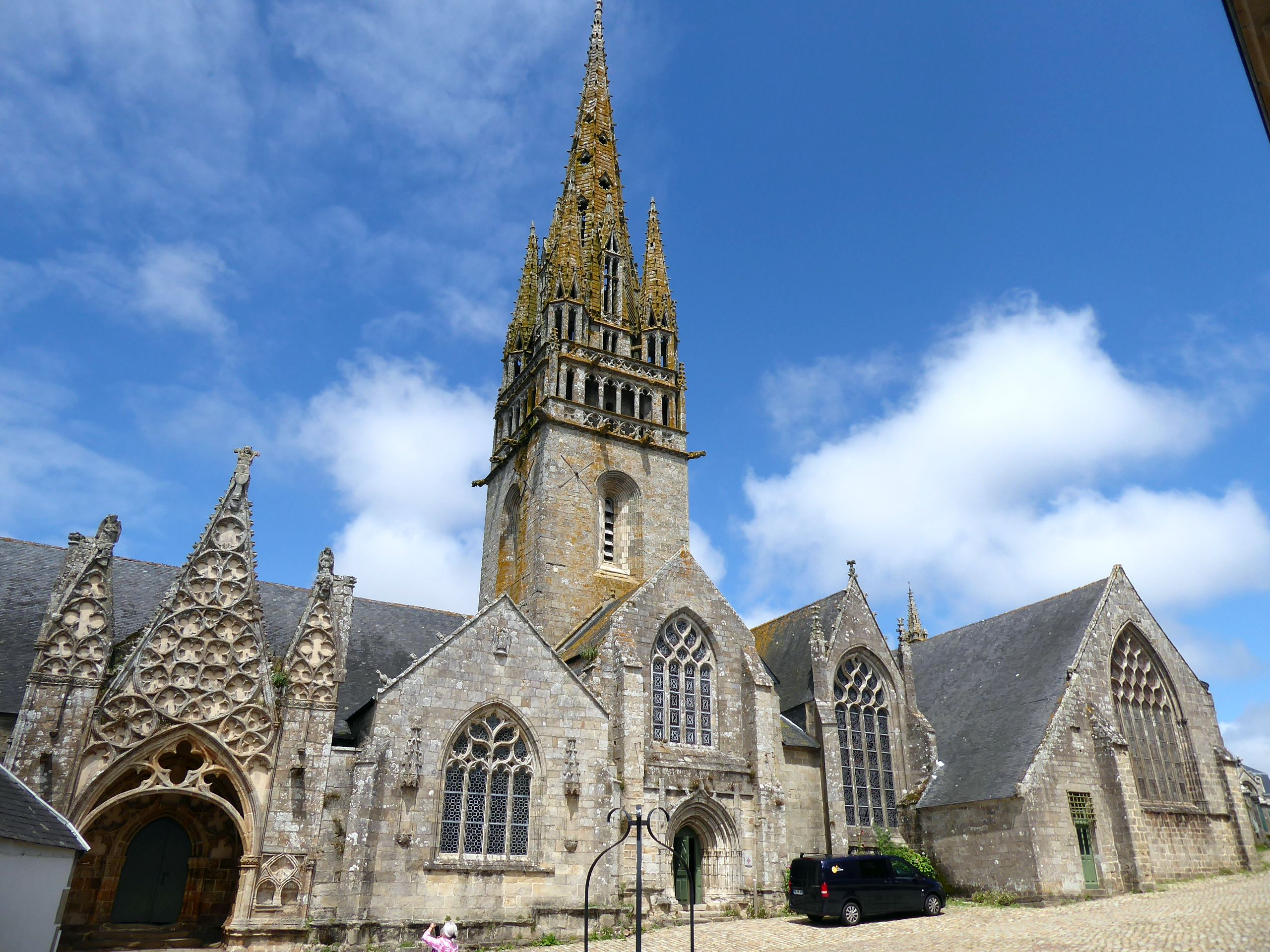
罗斯屈东圣母教堂（法语：Église Notre-Dame-de-Roscudon）
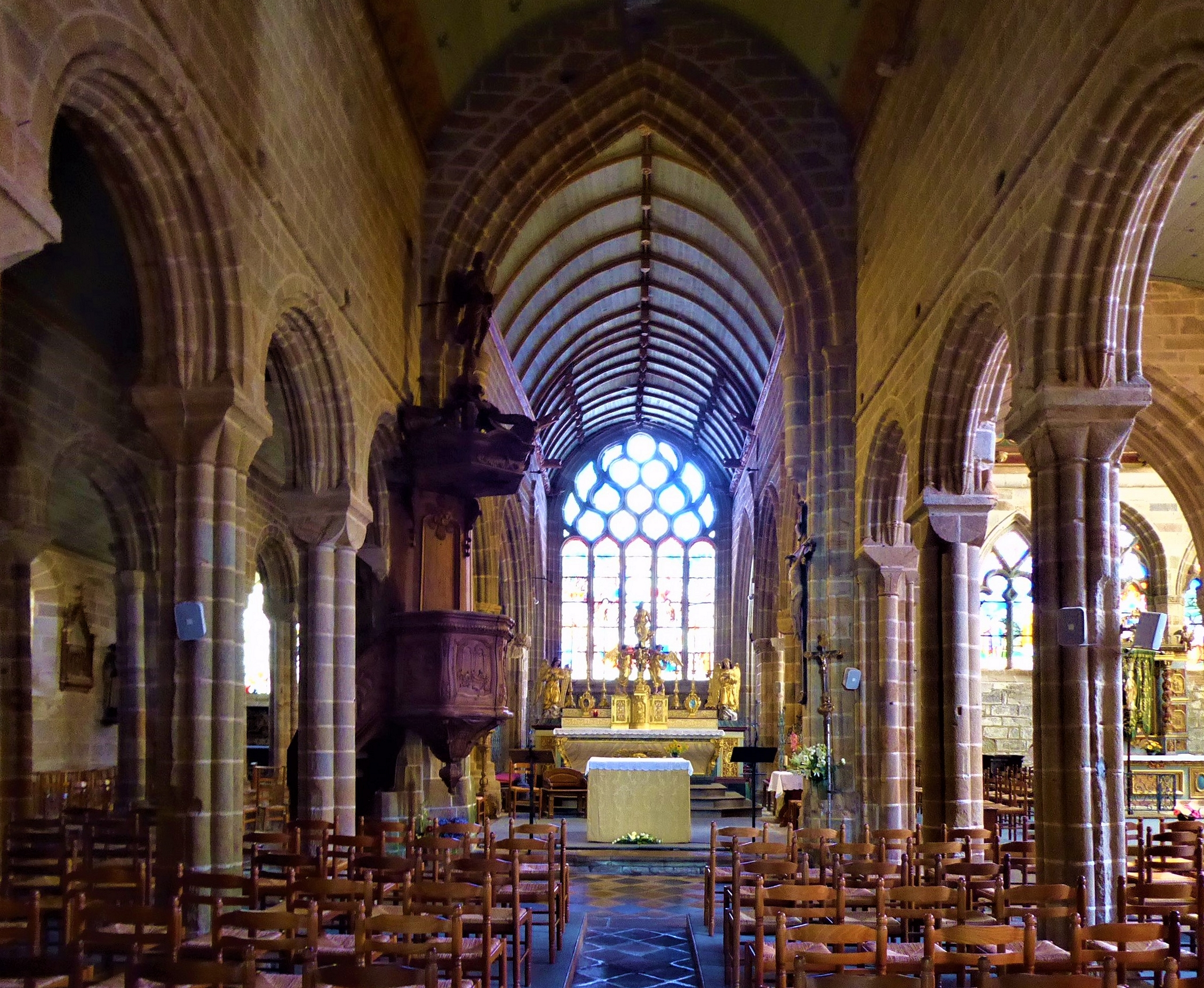
教堂大厅
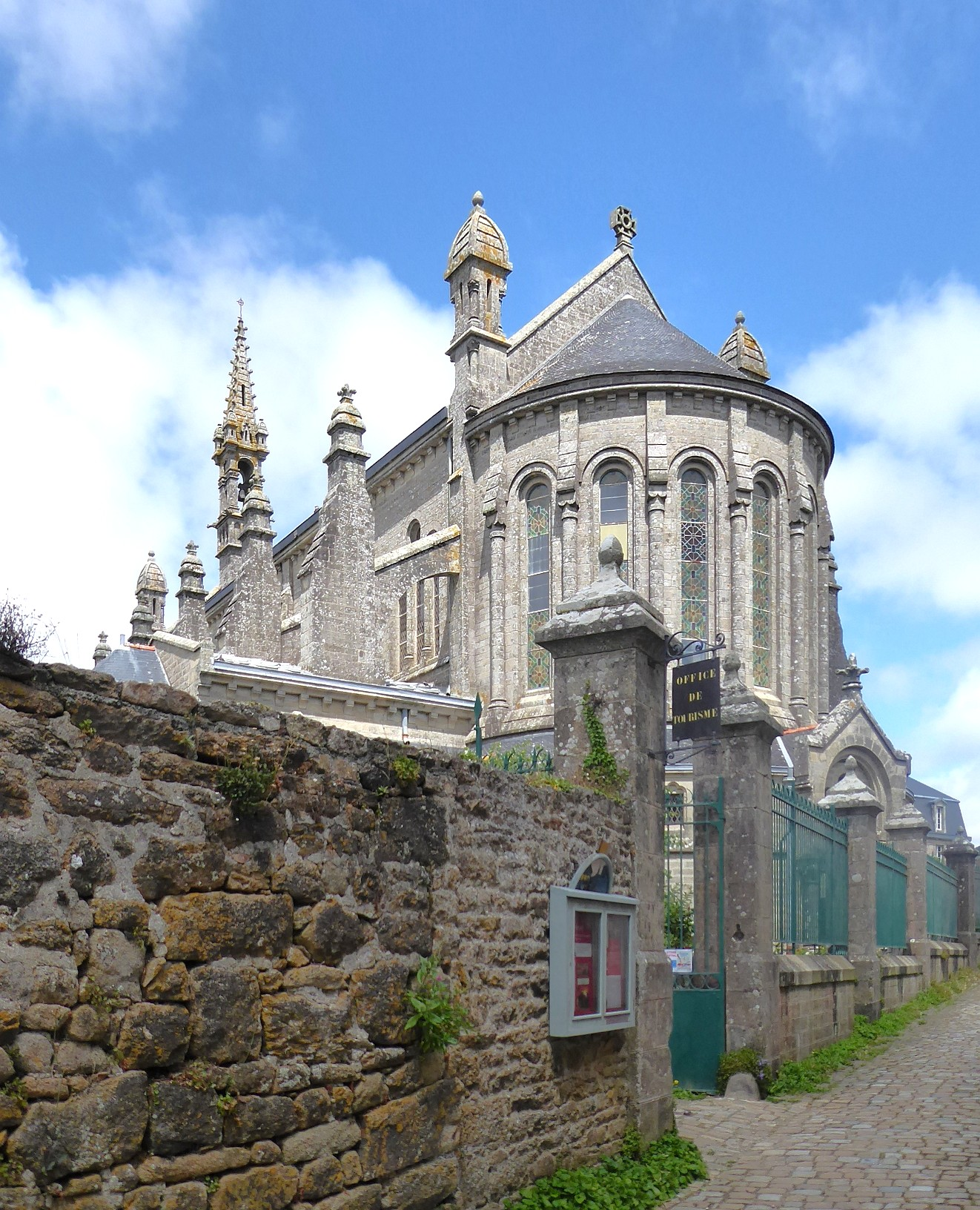
圣樊尚小教堂
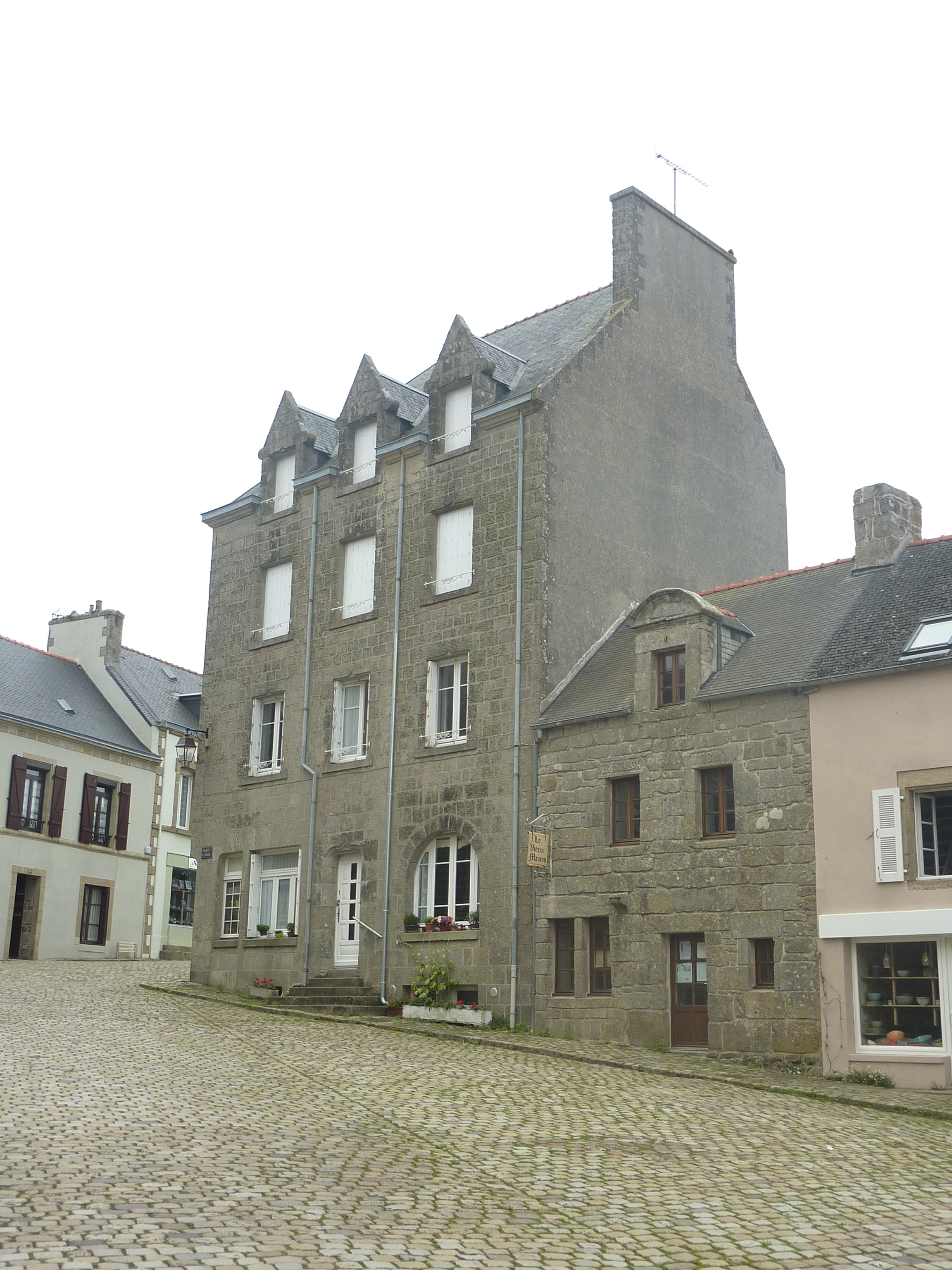
传统公寓楼
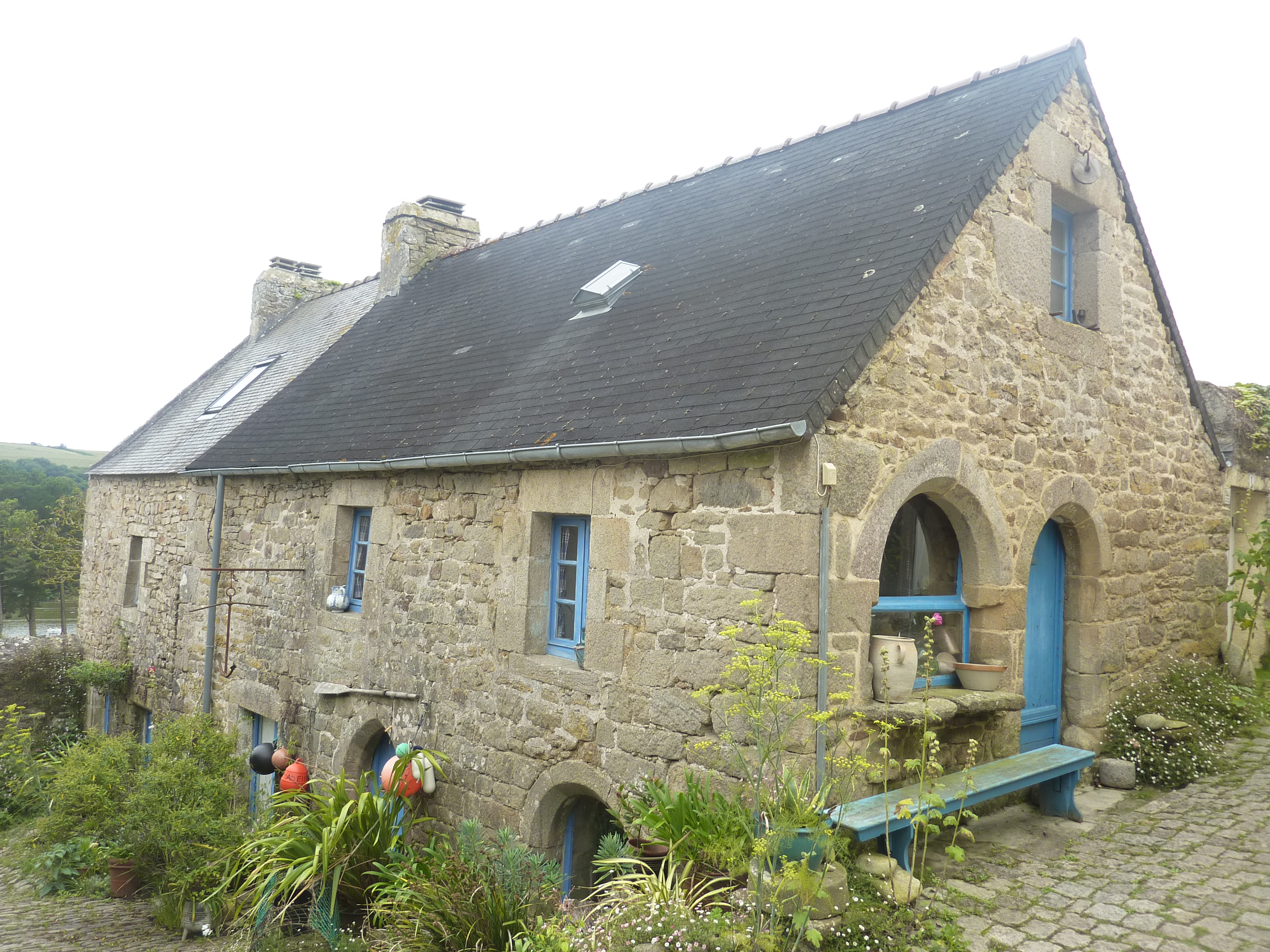
传统民居1
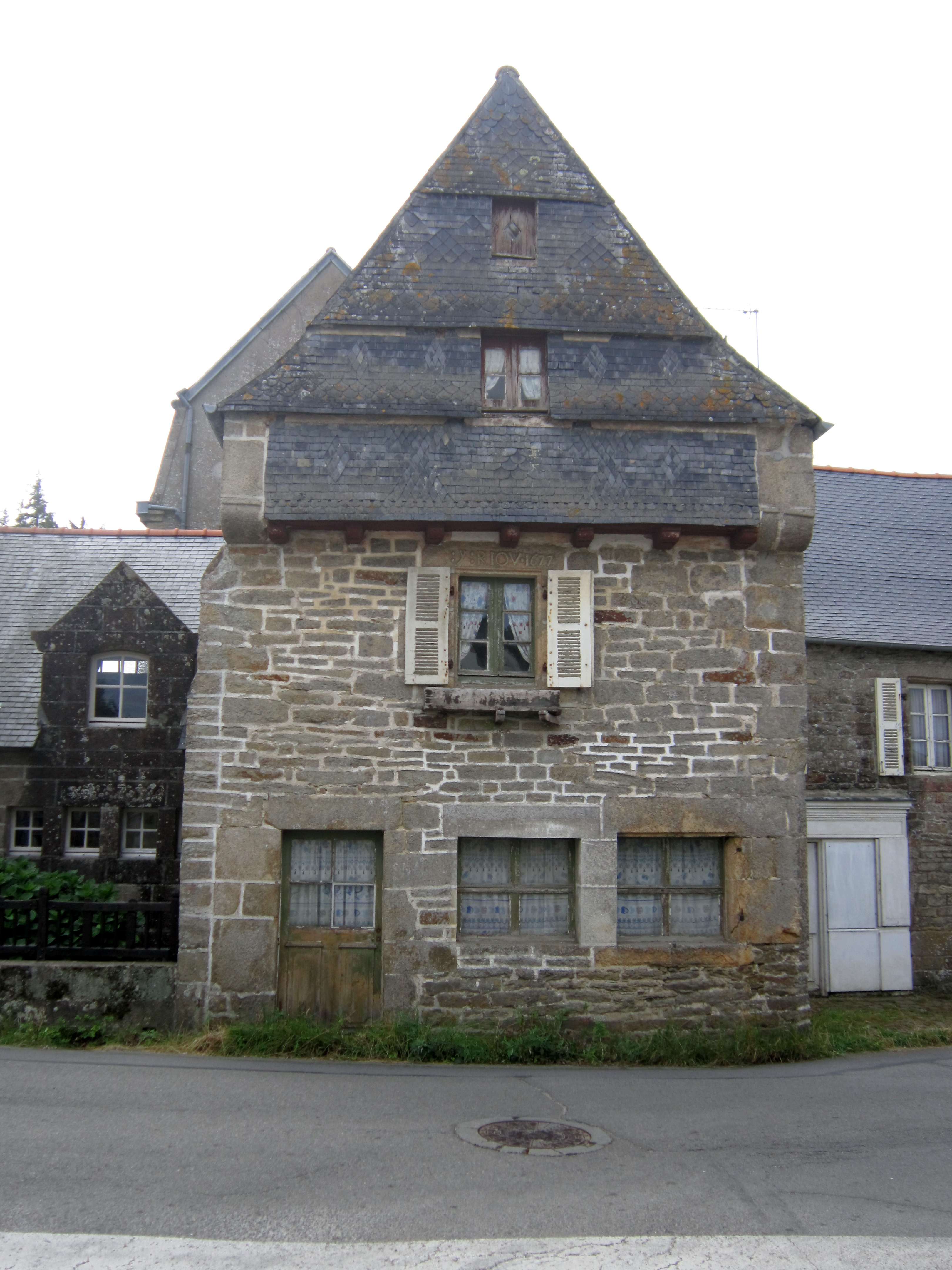
传统民居2
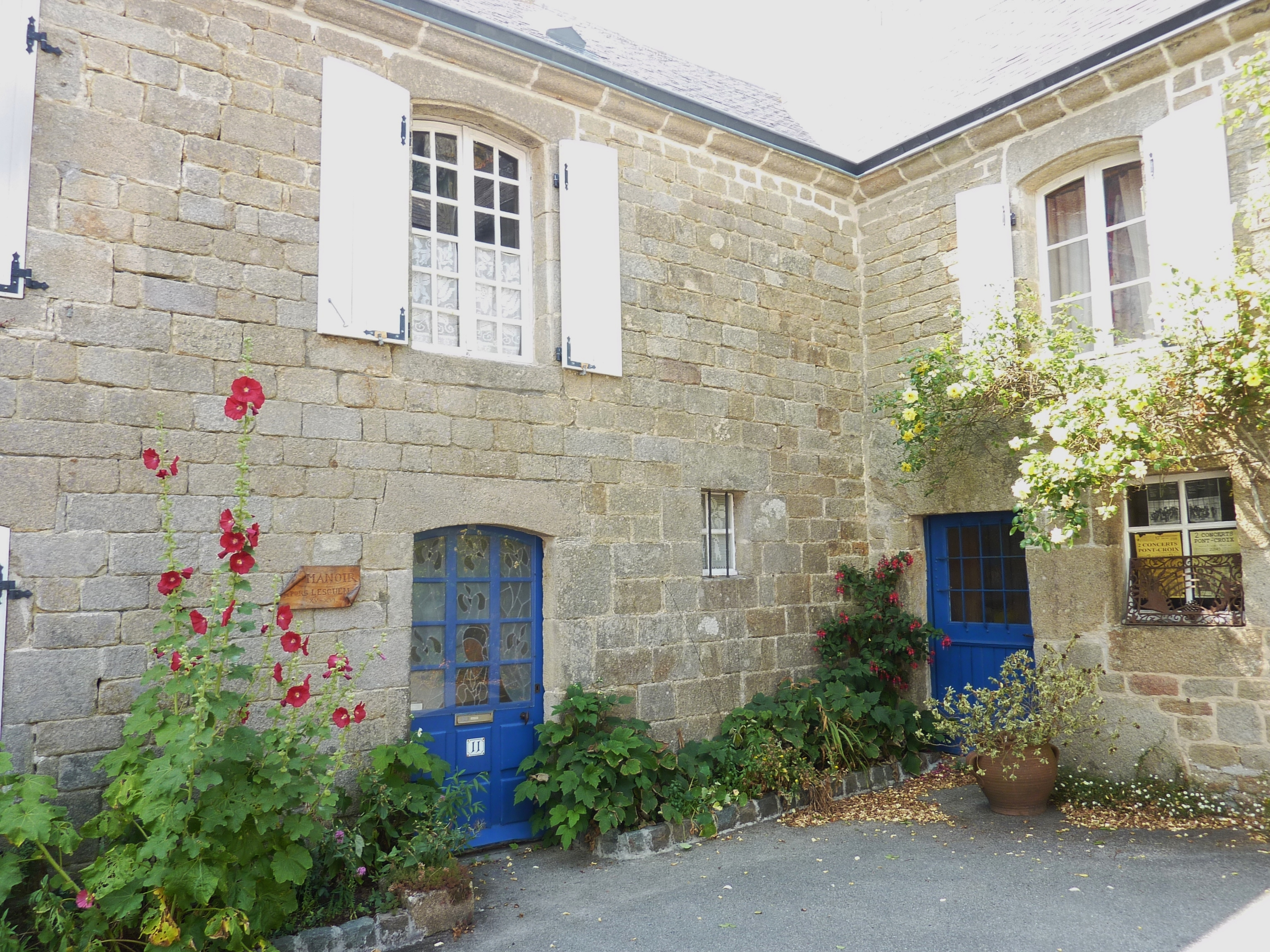
莱冈庄园
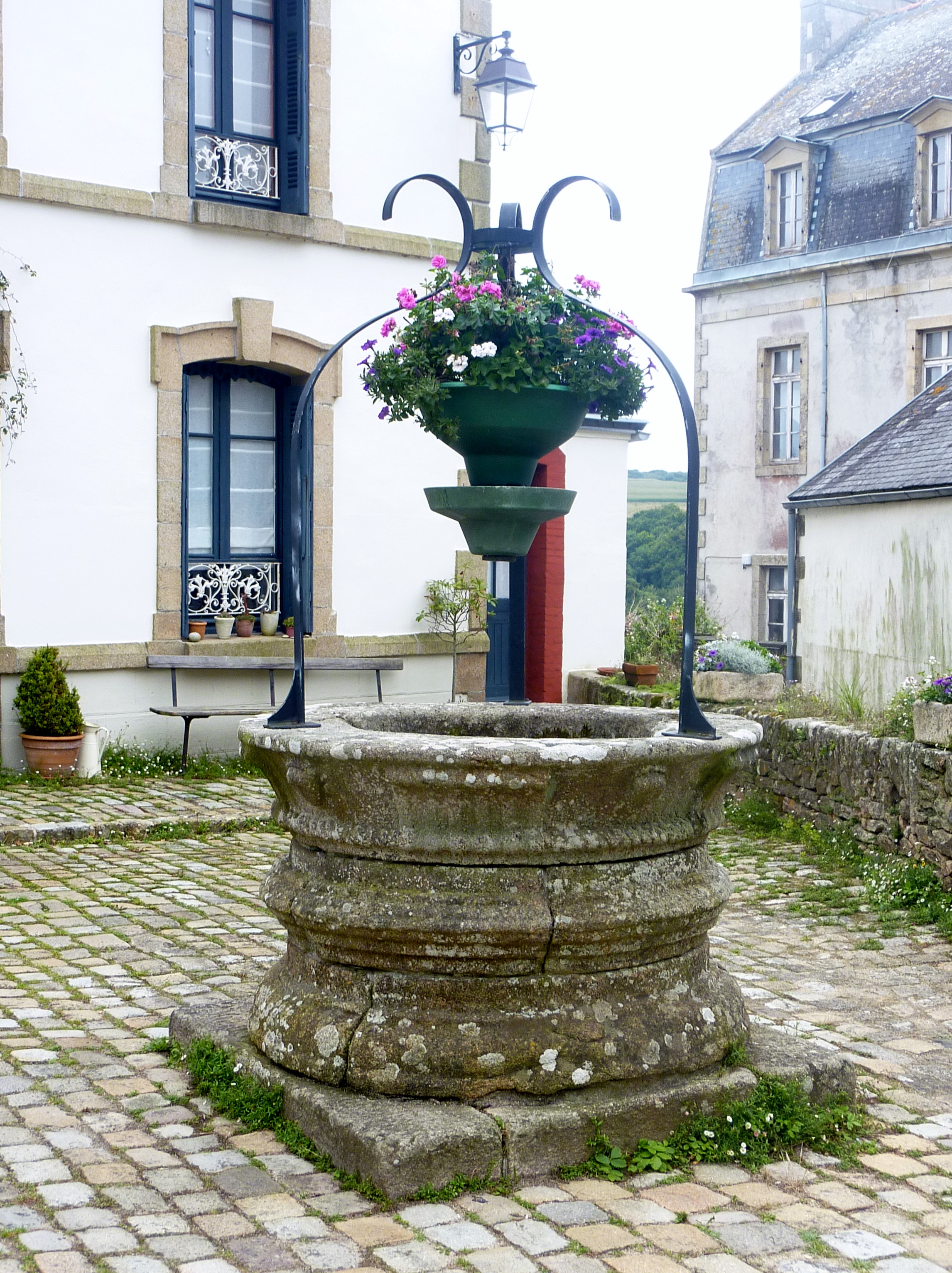
古井

### 旅游
蓬克鲁瓦的旅游事务由其所属的锡赞角-拉角市镇公共社区负责。2022年，蓬克鲁瓦境内共有1个露营地，可容纳共90辆露营车。

### 媒体
法国主要的媒体均可在蓬克鲁瓦接收，法国电视三台下属的布列塔尼大区频道在部分时段播出蓬克鲁瓦所在菲尼斯泰尔省的地方新闻。蓝色法兰西西布列塔尼广播、科努瓦耶广播、《西部早报》、《科努瓦耶进步报》、布雷斯特电视台等是当地主要的地方性媒体。

## 相关人物
法国文学家奥利维耶-让·莫尔旺和法国歌手出生于蓬克鲁瓦。

## 友好城市
截至2023年2月，蓬克鲁瓦共与一座城市互为友好城市关系：
- 德国 塞尔夫坎特